# فيل آموس
فيل آموس (بالإنجليزية: Phil Amos)‏ هو سياسي نيوزلندي، ولد في 4 سبتمبر 1925، وتوفي في 8 يونيو 2007. حزبياً، نشط في حزب العمال النيوزيلندي. وقد انتخب وزير التعليم ‏ وانتخب عضو مجلس النواب نيوزيلندا.